# Heo Jeong
Heo Jeong (tiếng Triều Tiên: 허정; chữ Hán: 許政, Hứa Chính, 1896 - 1988) là một nhà chính trị Hàn Quốc, quyền Thủ tướng & thủ tướng thứ, quyền tổng thống Hàn Quốc thứ 4. Các chức vụ ông đã đảm trách có 1950 ~ 1952 là bộ trưởng giao thông, bộ trưởng các vấn đề xã hội. Giai đoạn 1957 - 1959 là thị trưởng của Seoul. Năm 1960 là bộ trưởng ngoại giao, quyền Thủ tướng.